# Сталофф, Даррен
Даррен Сталофф (Darren Staloff; род. 12 октября 1961) — американский историк, специалист по ранней американской истории. Доктор философии, профессор Городского колледжа Нью-Йорка. Являлся директором программы в William E. Macaulay Honors College.
В Колумбийском университете получил степени бакалавра (в Columbia College), две магистерских (M.A., M.Phil.) и доктора философии.
Автор The Making of the American Thinking Class: Intellectuals and Intelligentsia in Puritan Massachusetts (Oxford University Press, 1998) и «Hamilton, Adams, Jefferson: The Politics of Enlightenment and the American Founding» (Hill and Wang, 2007) {Рецензии: Peter C. Messer, Kenneth W. Krause}.